# Kenneth Zeigbo
Kenneth Zeigbo (Enugu, 16 giugno 1977) è un ex calciatore nigeriano, di ruolo attaccante.

## Carriera

### Giocatore

#### Club
Nel 1995, all'età di 18 anni, Zeigbo debuttò nella seconda serie nigeriana con il NEPA Lagos, contribuendo alla promozione diretta nella massima serie. Fino al 1997 rimase in Nigeria (71 partite e 53 gol) giocando, oltre che nel NEPA Lagos, nell'Enugu Rangers International e vincendo il titolo di capocannoniere del torneo al secondo anno con 25 gol in 33 partite. Nel 1997 venne acquistato dal Legia Varsavia con cui debuttò nel campionato polacco (20 partite e 5 gol). Nel 1998 venne ingaggiato dal Venezia in Serie A; in quella stagione giocò 2 partite senza reti. Dal 1999 al 2000 militò nell'Al-Ain, società del campionato emiratino di calcio (22 partite e 13 gol). L'anno seguente si trasferì all'Al-Ahly nel campionato libico di calcio (15 gol in altrettante partite).
Nel 2001 torna in Italia nelle file dell'Aquila in Serie C1 (11 partite e 2 gol). Nel 2002 torna al Venezia in Serie B, giocando 3 partite. Nel 2003 gioca nel Belluno in Serie C2 fino al 2005 (il primo campionato lo saltò quasi interamente per un infortunio). Nel 2005 gioca nel Camisano (Eccellenza Veneto, 15 partite e 10 gol). Nel luglio 2007 viene ingaggiato dalla squadra dilettantistica del Villasimius e disputa il campionato di Eccellenza sarda. Disputa altri due campionati in Eccellenza sarda (Eccellenza Sardegna 2008-2009 e Eccellenza Sardegna 2009-2010) sempre con il Villasimius.
Nell'estate del 2010 viene ingaggiato dal Castiadas, formazione sarda neopromossa in Serie D con cui retrocede direttamente nell'Eccellenza sarda alla fine del campionato 2010-2011 chiuso all'ultimo posto in classifica. Nel gennaio del 2012 si trasferisce al Gaeta in serie D.

#### Nazionale
Tra il 1997 ed il 1999 ha disputato 3 partite con la Nazionale di calcio della Nigeria segnando anche un gol.

### Dopo il ritiro
Terminata nel 2013 la carriera da calciatore, inizia a lavorare in una società di sorveglianza.

## Statistiche

### Cronologia presenze e reti in nazionale
| Cronologia completa delle presenze e delle reti in nazionale ― Nigeria | Cronologia completa delle presenze e delle reti in nazionale ― Nigeria | Cronologia completa delle presenze e delle reti in nazionale ― Nigeria | Cronologia completa delle presenze e delle reti in nazionale ― Nigeria | Cronologia completa delle presenze e delle reti in nazionale ― Nigeria | Cronologia completa delle presenze e delle reti in nazionale ― Nigeria | Cronologia completa delle presenze e delle reti in nazionale ― Nigeria | Cronologia completa delle presenze e delle reti in nazionale ― Nigeria |
| Data                                                                   | Città                                                                  | In casa                                                                | Risultato                                                              | Ospiti                                                                 | Competizione                                                           | Reti                                                                   | Note                                                                   |
| ---------------------------------------------------------------------- | ---------------------------------------------------------------------- | ---------------------------------------------------------------------- | ---------------------------------------------------------------------- | ---------------------------------------------------------------------- | ---------------------------------------------------------------------- | ---------------------------------------------------------------------- | ---------------------------------------------------------------------- |
| 7-8-1997                                                               | Tunisi                                                                 | Nigeria                                                                | 1 – 0                                                                  | Camerun                                                                | LG Cup 1997 - Semifinale                                               | 1                                                                      |                                                                        |
| 9-8-1997                                                               | Tunisi                                                                 | Tunisia                                                                | 2 – 0                                                                  | Nigeria                                                                | LG Cup 1997 - Finale                                                   | -                                                                      |                                                                        |
| 28-8-1999                                                              | Lagos                                                                  | Nigeria                                                                | 0 – 0                                                                  | Ghana                                                                  | Amichevole                                                             | -                                                                      | Uscita                                                                 |
| Totale                                                                 |                                                                        | Presenze                                                               | 3                                                                      |                                                                        | Reti                                                                   | 1                                                                      |                                                                        |

## Palmarès

### Club
- Supercoppa di Polonia: 1

Legia Varsavia: 1997
- Campionato emiratino: 1

Al-Ain: 1999-2000

### Individuale
- Capocannoniere della Nigeria National League: 1

1995-1996
- Giocatore straniero dell'anno in Polonia: 1[senza fonte]

1997-1998